# Melochia manducata
Melochia manducata là một loài thực vật có hoa trong họ Cẩm quỳ. Loài này được C.Wright mô tả khoa học đầu tiên năm 1868.